# Pont-sur-Vanne
Pont-sur-Vanne är en kommun i departementet Yonne i regionen Bourgogne-Franche-Comté i norra Frankrike. Kommunen ligger i kantonen Villeneuve-l'Archevêque som tillhör arrondissementet Sens. År 2022 hade Pont-sur-Vanne 205 invånare.

## Befolkningsutveckling
Antalet invånare i kommunen Pont-sur-Vanne
| Referens: INSEE |